# Gimnasia en los Juegos Olímpicos de Londres 2012 – Caballo con arcos masculino
El evento de caballo con arcos masculino de gimnasia artística en los Juegos Olímpicos de Londres 2012 tomó lugar el 5 de agosto en el North Greenwich Arena.

## Horario
La hora está en Tiempo británico (UTC+1)
| Fecha                        | Tiempo | Ronda   |
| ---------------------------- | ------ | ------- |
| Domingo, 5 de agosto de 2012 | 14:00  | Finales |

## Final
| Rank | Gimnasta            | País              | Pts. D | Pts. E | Penalidad | Total   |
| ---- | ------------------- | ----------------- | ------ | ------ | --------- | ------- |
| 1    | Krisztián Berki     | Hungría (HUN)     | 6.900  | 9.166  | 0.00      | 16.066  |
| 2    | Louis Smith         | Reino Unido (GBR) | 7.000  | 9.066  | 0.00      | 16.066* |
| 3    | Max Whitlock        | Reino Unido (GBR) | 6.600  | 9.000  | 0.00      | 15.600  |
| 4    | Alberto Busnari     | Italia (ITA)      | 6.600  | 8.800  | 0.00      | 15.400  |
| 5    | Cyril Tommasone     | Francia (FRA)     | 6.500  | 8.641  | 0.00      | 15.141  |
| 6    | Vitalii Nakonechnyi | Ucrania (UKR)     | 6.300  | 8.466  | 0.00      | 14.766  |
| 7    | David Belyavskiy    | Rusia (RUS)       | 6.300  | 8.433  | 0.00      | 14.733  |
| 8    | Vid Hidvégi         | Hungría (HUN)     | 6.399  | 8.000  | 0.00      | 14.300  |

- Cuando dos atletas registran la misma puntuación total, el que tiene el puntaje mayor de ejecución termina por delante.

## Clasificación
| Rank | Gimnasta            | Nación               | Pts. D | Pts. E | Penalidad | Total  | Resultados |
| ---- | ------------------- | -------------------- | ------ | ------ | --------- | ------ | ---------- |
| 1    | Louis Smith         | Reino Unido (GBR)    | 6.900  | 8.900  |           | 15.800 | Q          |
| 2    | Cyril Tommasone     | Francia (FRA)        | 6.500  | 8.833  |           | 15.333 | Q          |
| 3    | Vid Hidvegi         | Hungría (HUN)        | 6.300  | 8.800  |           | 15.100 | Q          |
| 4    | Alberto Busnari     | Italia (ITA)         | 6.600  | 8.458  |           | 15.058 | Q          |
| 5    | Krisztián Berki     | Hungría (HUN)        | 6.400  | 8.633  |           | 15.033 | Q          |
| 6    | Vitalii Nakonechnyi | Ucrania (UKR)        | 6.300  | 8.633  |           | 14.933 | Q          |
| 7    | David Belyavskiy    | Rusia (RUS)          | 6.300  | 8.600  |           | 14.900 | Q          |
| 8    | Max Whitlock        | Reino Unido (GBR)    | 6.400  | 8.500  |           | 14.900 | Q          |
| 9    | Mykola Kuksenkov    | Ucrania (UKR)        | 6.500  | 8.400  |           | 14.900 | R          |
| 10   | Danell Leyva        | Estados Unidos (USA) | 6.100  | 8.766  |           | 14.866 | R          |
| 11   | Sebastian Krimmer   | Alemania (GER)       | 6.200  | 8.633  |           | 14.833 | R          |